# BRIT Awards 2019
La XXXIX edizione dei BRIT Awards, premi conferiti dalla BPI, si è svolta a Londra, presso la The O2 Arena, il 20 febbraio 2019.
La cerimonia di premiazione è stata trasmessa da ITV.
La serata è stata condotta da Jack Whitehall, mentre le candidature sono state annunciate il 12 gennaio 2019.

## Esibizioni

### Introduzione
- Jess Glynne - Thursday
- George Ezra - Hold My Girl
- Not3s & Mabel - Fine Line, My Lover
- Little Mix - Think About Us
- Sam Fender - Play God

### Show principale
- Hugh Jackman - The Greatest Show
- George Ezra & Hot 8 Brass Band - Shotgun
- Little Mix & Ms Banks - Woman like Me
- Jorja Smith - Don't Watch Me Cry
- Calvin Harris, Rag'n'Bone Man, Sam Smith & Dua Lipa - Giant, Promises, One Kiss
- Jess Glynne & H.E.R. - Thursday
- The 1975 - Sincerity Is Scary
- Pink & Dan Smith - Walk Me Home, Just like Fire, Just Give Me a Reason, Try, What About Us

## Vincitori
In grassetto sono indicati i vincitori.

### British Album of the Year (Album britannico dell'anno)
Categoria presentata da Jared Leto

- The 1975 – A Brief Inquiry into Online Relationships
- Anne-Marie – Speak Your Mind
- Florence and the Machine – High as Hope
- George Ezra – Staying at Tamara's
- Jorja Smith – Lost & Found

### British Single of the Year (Singolo britannico dell'anno)
Categoria presentata da Liam Payne e Winnie Harlow

- Calvin Harris & Dua Lipa – One Kiss
- Anne-Marie – 2002
- Clean Bandit featuring Demi Lovato – Solo
- Dua Lipa – IDGAF
- George Ezra – Shotgun
- Jess Glynne – I'll Be There
- Ramz – Barking
- Rudimental featuring Jess Glynne, Macklemore & Dan Caplen – These Days
- Sigala & Paloma Faith – Lullaby
- Tom Walker – Leave a Light On

### British Artist Video of the Year (Video dell'anno di artista britannico)
Categoria presentata da Bros

- Little Mix featuring Nicki Minaj – Woman like Me
- Anne-Marie – 2002
- Calvin Harris & Dua Lipa – One Kiss
- Clean Bandit featuring Demi Lovato – Solo
- Dua Lipa – IDGAF
- Jax Jones featuring Ina Wroldsen – Breathe
- Jonas Blue featuring Jack & Jack – Rise
- Liam Payne & Rita Ora – For You
- Rita Ora – Let You Love Me
- Rudimental featuring Jess Glynne, Macklemore & Dan Caplen – These Days

### British Male Solo Artist (Artista maschile britannico solista)
Categoria presentata da Daniel Sturridge e Paloma Faith

- George Ezra
- Aphex Twin
- Craig David
- Giggs
- Sam Smith

### British Female Solo Artist (Artista femminile britannica solista)
Categoria presentata da H.E.R. e Nile Rodgers

- Jorja Smith
- Anne-Marie
- Florence and the Machine
- Jess Glynne
- Lily Allen

### British Group (Gruppo musicale britannico)
Categoria presentata da Natalie Dormer e Vicky McClure

- The 1975
- Arctic Monkeys
- Gorillaz
- Little Mix
- Years & Years

### British Breakthrough Act (Artista rivelazione britannico)
Categoria presentata da Alice Levine e Clara Amfo

- Tom Walker
- Ella Mai
- Idles
- Jorja Smith
- Mabel

### International Male Solo Artist (Artista maschile solista straniero)
Categoria presentata da Jack Whitehall

- Drake
- Eminem
- Kamasi Washington
- Shawn Mendes
- Travis Scott

### International Female Solo Artist (Artista femminile solista straniera)
Categoria presentata da Jack Whitehall

- Ariana Grande
- Camila Cabello
- Cardi B
- Christine and the Queens
- Janelle Monáe

### International Group (Gruppo musicale straniero)
Categoria presentata da Jack Whitehall

- The Carters
- Brockhampton
- Chic
- First Aid Kit
- Twenty One Pilots

### Critics' Choice Award (Premio scelto della critica)
Premio presentato da Clara Amfo

- Sam Fender
- Lewis Capaldi
- Mahalia

### Special Achievement Awards (Premi speciali)
- British Producer of the Year (Produttore britannico dell'anno): Calvin Harris (presentato da Annie Mac e Suki Waterhouse)
- Global Success Award (Premio al successo mondiale): Ed Sheeran (presentato da Abbey Clancy e Roman Kemp)
- Outstanding Contribution to Music (Contributo eccezionale alla musica): Pink (presentata da Khalid)